# Vorstendom Palts-Sulzbach (1569-1604)
Het vorstendom Palts-Sulzbach (Duits: Fürstentum Pfalz-Sulzbach) was tussen 1569 en 1604 een relatief klein gebied in het Heilige Roomse Rijk. Palts-Sulzbach werd opgericht als apanage voor Otto Hendrik, een jongere broer van Filips Lodewijk van Palts-Neuburg. Het vorstendom was niet zelfstandig, maar stond onder de landeshoheit of territoriale soevereiniteit van Palts-Neuburg. Otto Hendrik stierf in 1604 zonder mannelijke opvolgers, waardoor zijn gebieden weer met Palts-Neuburg verenigd werden.
Otto Hendriks vorstendom lag in Opper-Palts en bestond uit het slot, het landgerecht en de stad Sulzbach en verder het verpande ambt en landgerecht Hilpoltstein en Allersperg.

## Heerser
- 1569 - 1604: Otto Hendrik
  - 1569 - 1582: Filips Lodewijk van Palts-Neuburg (regent)